# Piégros-la-Clastre
Piégros-la-Clastre là một xã thuộc tỉnh Drôme trong vùng Auvergne-Rhône-Alpes ở đông nam nước Pháp. Xã Piégros-la-Clastre nằm ở khu vực có độ cao từ 198-962 mét trên mực nước biển.
Dân số năm 2006 là 863 người.